# فیلم دورایمون ۲۰۱۷: ماجراجویی بزرگ در کاچی کوچی قطب جنوب
فیلم دورایمون ۲۰۱۷: ماجراجویی بزرگ در کاچی کوچی قطب جنوب (انگلیسی: Doraemon the Movie 2017: Great Adventure in the Antarctic Kachi Kochi) یک فیلم پویانمایی علمی-تخیلی ژاپنی است. این سی و هفتمین قسمت از مجموعه فیلم‌های دورایمون است. این فیلم توسط آتسوشی تاکاهاشی کارگردانی و نویسندگی شده است. تاکاهاشی دستیار کارگردان در فیلم شهر اشباح برنده جایزه اسکار هایائو میازاکی بود.

## داستان
فیلم با ۱۰۰۰۰۰ سال پیش شروع می‌شود که کارلا حلقه طلای خود را گم می‌کند. از سوی دیگر، دورایمون که نمی‌تواند گرمای نیمه تابستان را تحمل کند، نوبیتا و دوستانش را به کوه یخی عظیمی که در اقیانوس آرام جنوبی شناور است می‌برد. نوبیتا در حین ایجاد یک پارک تفریحی با ابزار مخفی، یک حلقه طلایی مرموز در یخ پیدا می‌کند و از دورایمون می‌خواهد که قدمت حلقه طلایی را جستجو کند. پس از اطلاع از اینکه حلقه ۱۰۰۰۰۰ سال پیش در قطب جنوب دفن شده است، دورایمون به نوبیتا و دوستانش می‌گوید که تا سال ۱۷۷۳ هیچ کس قطب جنوب را کشف نکرده بود، دورایمون و دوستانش لباس‌های خود را به لباس زمستانی تغییر دادند و از دری که به هر کجا باز می‌شود، برای بازدید از قطب جنوب در جستجوی صاحب آن استفاده کردند. آن‌ها ساختاری شبیه فیل آبی را که نوبیتا او را موسوکه می‌نامد که در امیسه یخ زده بود را با یک کیسه ذوب می‌کنند. پس از مواجهه با تهدیدات فراوان، آن‌ها با ویرانه‌های یک شهر بزرگ مدفون در یخ مواجه می‌شوند و سپس در زمان به عقب سفر می‌کنند تا با کارلا و پروفسور هیاکوی که به حلقه اسرارآمیز متصل هستند ملاقات کنند و در نهایت با آن‌ها و فیل زرد کارلا یوکا تان ملاقات کنند. با این حال، گروه باید برای بقا بجنگند زیرا دورایمون خطر فرو بردن زمین را در عصر یخبندان دیگری دارد. وقتی همه چیز شروع به یخ زدن می‌کند، نوبیتا، شیزوکا، سونئو، جیان، کارلا، موسوکه، دورایمون و یوکا-تان تصمیم می‌گیرند ۱۰۰۰۰۰ سال بعد برای زنده ماندن سفر کنند، اما دورایمون و یوکا-تان در حالی که در آینده به این گروه می‌رسند از گروه جدا می‌شوند. اما از آنجایی که باتری تسمه‌ی زمان خالی است، نمی‌توانند به گذشته برگردند. در گذشته، دورالیمون پیش‌بینی دورامی را به یاد می‌آورد که ستاره خوش شانس او می‌تواند او را از یخ زدن نجات دهد و یوکا-تان را با کیسه وسایل و باتری منجمد می‌کند. موسوکه کیف را به نوبیتا می‌دهد که با آن یخ زده شده بود و به نوبیتا می‌گوید که موسوکه کسی نیست جز یوکا-تان که توسط دورایمون یخ زده شده است تا باتری را برای آن‌ها ارسال کند. همه به گذشته سفر می‌کنند و دورایمون را نجات می‌دهند و با غول یخی مبارزه می‌کنند. فیلم با نشان دادن دورایمون و دوستانش به پایان می‌رسد که با دوستشان کارلا و پروفسور خداحافظی می‌کنند در حالی که آن‌ها برای ترک زمین آماده می‌شوند، پس از اینکه دورایمون و دوستانش به خانه برگشتند، دورایمون به نوبیتا سیاره (جایی که کارلا و پروفسور در آن زندگی می‌کردند یا سیاره خانه خود را نشان می‌دهد.) یخ در حال ذوب شدن است و پس از مدتی سیاره به حالت عادی خود باز می‌گردد و در آخرین جمله فیلم قبل از تیتراژ، مادر نوبیتا او و دورایمون را برای شام صدا می‌زند. موقعیت این سیاره توسط پروفسور به دورایمون داده شد. دورایمون از تلسکوپ برای مشاهده سیاره استفاده می‌کند.

## صدا
| شخصیت           | صداپیشه ژاپنی            |
| --------------- | ------------------------ |
| دورایمون        | واسابی میزوتا            |
| نوبیتا          | مگومی اوهارا             |
| شیزاکو          | یومی کاکازو              |
| سونِئو           | توموکازو سکی             |
| گیان            | سوبارو کیمورا            |
| دورامی          | چیاکی                    |
| تاماکو نوبی     | کوتونو میتسویشی          |
| نوبیسوکه نوبی   | یاسونوری ماتسوموتو       |
| پروفسور هیاکویی | دایسوکه نامیکاوا         |
| کارلا           | ری کوگیمیا               |
| اُکتوگون         | معصومی یاگی              |
| یامیتم          | شیگئو تاکاهاشی           |
| موفوسوکی        | ایا اندو                 |
| یوکا-تان        | نائو تویاما              |
| بریساجا         | آیاکا هیراهارا           |
| پائو پائو       | مای اسادا، نوبوناری اودا |